# Inger Bjørnbakken
Inger Bjørnbakken (* 28. Dezember 1933 in Bærum; † 13. Februar 2021 in Skui, Bærum) war eine norwegische Skirennläuferin. Sie wurde 1958 Weltmeisterin im Slalom.

## Karriere
Bjørnbakken gehörte in der zweiten Hälfte der 1950er-Jahre zu den erfolgreichsten Slalomläuferinnen. 1955 gewann sie zum ersten Mal den Slalom bei den Holmenkollen-Kandahar-Rennen in Oslo. Diesen Erfolg konnte sie in den nächsten drei Jahren wiederholen, zudem gewann sie 1957 die Kombination und 1959 den Riesenslalom sowie die Abfahrt. Im Jahr 1957 gewann sie den Slalom des 17. Harriman Cup in Sun Valley. Von 1956 bis 1959 wurde sie siebenmal Norwegische Meisterin – dreimal im Slalom, zweimal im Riesenslalom und jeweils einmal in Abfahrt und Kombination.
Zweimal nahm Bjørnbakken an Olympischen Winterspielen teil. 1956 erreichte sie in Cortina d’Ampezzo den sechsten Platz im Slalom und Rang 14 im Riesenslalom, 1960 wurde sie in Squaw Valley 14. im Slalom und 20. im Riesenslalom. Dazwischen lag der größte Erfolg ihrer Karriere: Bei den Weltmeisterschaften 1958 in Bad Gastein gewann sie mit Laufbestzeit in beiden Durchgängen und einem Gesamtvorsprung von 1,4 Sekunden auf die Österreicherin Josefa Frandl die Goldmedaille im Slalom; zudem wurde sie Zehnte im Riesenslalom. Sie ist damit die bis heute einzige Weltmeisterin im Alpinen Skisport aus Norwegen. Für ihren Weltmeistertitel wurde sie im gleichen Jahr zusammen mit Håkon Brusveen mit der Holmenkollen-Medaille ausgezeichnet und ist eine von nur neun nicht-nordischen Skisportlern seit 1895, denen diese Ehrung zuteilwurde. Im gleichen Jahr erhielt sie die Morgenbladet-Goldmedaille.
Bjørnbakken starb am 13. Februar 2021 bei einem Hausbrand in Skui in Bærum.

## Sportliche Erfolge

### Olympische Winterspiele
- Cortina d’Ampezzo 1956: 6. Slalom, 14. Riesenslalom
- Squaw Valley 1960: 14. Slalom, 20. Riesenslalom

### Weltmeisterschaften
- Bad Gastein 1958: 1. Slalom, 10. Riesenslalom

### Norwegische Meisterschaften
Bjørnbakken gewann sieben norwegische Meistertitel:
- 3 × Slalom (1956, 1957, 1959)
- 2 × Riesenslalom (1958, 1959)
- 1 × Abfahrt (1958)
- 1 × Kombination (1959)

### Weitere Platzierungen
- Rang 2 im Slalom am 15. März 1957 bei den »Internationalen Skimeisterschaften der USA« in Stowe[6]
- Rang 2 im Slalom beim »Weißen Band von St. Moritz« am 23. Januar 1959[7]
- Sieg im Slalom in Cortina d’Ampezzo am 15. Februar 1959[8]